# Le Marchand (Plaute)
Le Marchand (en latin Mercator) est une comédie du théâtre latin écrite par Plaute. L'intrigue se fonde sur une pièce grecque de Philémon. Il s'agit d'une palliata dont l'action se déroule à Athènes.

## Personnages principaux
- Charin, amoureux de Pasicompsa et fils de Démiphon.
- Acanthion, esclave de Charin.
- Démiphon, père de Charin, qui tombe également amoureux de Pasicompsa quand il la voit.
- Lysimaque, ami de Démiphon, qui héberge Pasicompsa pour lui.
- Eutyque, fils de Lysimaque et ami de Charin.
- Dorippe (ou Dorippa), épouse de Lysimaque.
- Syra, esclave de Dorippe.

## Résumé
Un jeune homme, Charin, est tombé amoureux de Pasicompsa alors qu'il était en voyage de négoce avec son père. Il la ramène à Athènes avec lui. Le père de Charinus, Démiphon, se rend vers le bateau alors qu'il est à quai et que Pasicompsa se trouve à bord. Pour expliquer la présence de la jeune fille, Acanthion, l'esclave de Charin, invente que Charin l'a amenée afin d'en faire une esclave pour sa mère.
Mais Démiphon tombe également amoureux de la jeune fille et réfléchit à un stratagème pour se l’approprier. Il va trouver son fils et lui dit qu'il a besoin de la vendre. Le vieil homme affirme l'avoir promise à son ami Lysimaque, mais Charin, lui, prétend avoir fait de même avec son ami Eutyque. Mais Charin perd l'affaire et, désespéré, envisage de partir au loin.
Pendant ce temps, Lysimaque emmène Pasicompsa chez lui temporairement, jusqu'à ce que Démiphon puisse lui trouver un meilleur endroit pour séjourner. L'épouse de Lysimaque découvre cependant la jeune femme, et pensant que son mari la trompe, va le trouver. Bientôt, Eutyque découvre que Pasicompsa est chez Lysimaque et prévient Charinus. Quand Démiphon découvre que son fils est amoureux de la jeune femme, il finit par renoncer à l'obtenir pour lui-même et laisse à son fils Pasicompsa.